# Vita di Gesù (saggio Ernest Renan)
Vita di Gesù (Vie de Jésus) è un saggio di Ernest Renan pubblicato nel 1863. È il primo volume di un progetto più ampio, la Storia delle origini del cristianesimo (otto volumi pubblicati tra il 1863 e il 1883). Renan, filologo e storico, adottando un punto di vista risolutamente positivista, presentò Gesù Cristo come un'alta personalità morale, rifiutando la sua divinità e ogni intervento del soprannaturale.
In italiano il libro è stato tradotto la prima volta da Filippo De Boni nel 1863.

## Storia
Durante una missione archeologica francese in Siria e Libano, alla quale prese parte nel 1860-61, Renan maturò il progetto di una biografia su Gesù. Tornò così dal Vicino Oriente nell'ottobre 1861 con la bozza della Vita di Gesù, tuttavia decise di non pubblicarla nell'immediato per non chiudersi le porte del Collège de France, come gli consigliarono i suoi amici, in particolare il teologo protestante Albert Réville e lo studioso Marcelin Berthelot. Divenuto professore di ebraico nel 1862 succedendo a Étienne Marc Quatremère, fu sospeso quattro giorni dopo la sua lezione inaugurale per aver insultato la fede cristiana. Da quel momento in poi, la pubblicazione della biografia del Nazareno divenne la sua priorità.

## Presentazione
Vita di Gesù è una biografia di 28 capitoli abbastanza brevi che riporta in ordine cronologico i principali episodi dell'esistenza di Gesù e descrive i paesaggi, i costumi, le relazioni sociali degli Ebrei e dei Gentili del suo tempo. Il libro difende e illustra la tèsi secondo cui la biografia di Gesù deve essere scritta come quella di qualsiasi altro uomo e i Vangeli devono essere sottoposti a esame critico come qualsiasi altro documento storico. Renan ricostruisce la storia della vita pubblica di Gesù di Nazareth a partire da una sintesi critica delle concordanze e discordanze presenti nei Vangeli. Renan colloca il racconto in una cornice storica, collegando gli elementi evangelici a quanto si sapeva del contesto storico e sociale dell'epoca. Infine, applica gli strumenti dell'analisi dei fondamenti storici dei miti all'interpretazione di alcuni miracoli, come per esempio quello della moltiplicazione dei pani: «Gesù, temendo un aumento della cattiva volontà da parte di Antipa, prese alcune precauzioni e si ritirò nel deserto. Molte persone lo hanno seguito lì. Grazie all'estrema frugalità, la santa truppa vi abitò; naturalmente si credeva che si trattasse di un miracolo».
Nel volume sostenne che la Risurrezione era un'illusione prodotta dall'entusiasmo e dall'amore sincero dei discepoli per Gesù. Diversamente da Reimarus, affermò che erano in buona fede.

## Accoglienza e reazioni
Il libro fu pubblicato il 24 giugno 1863. Stampato inizialmente in 10.000 copie, in cinque mesi ne furono vendute 60.000, per un totale di 430.000 tra il 1863 e il 1947, anno dell'ultima edizione con vendite ancora significative, che ne fanno uno dei migliori long seller europei di sempre e uno dei libri più letti in Francia nella seconda metà del XIX secolo. Nel 1947 c'erano dodici edizioni, 84 traduzioni in dodici lingue, di cui 60 per la sola lingua tedesca.
Un tale successo scatenò subito accesi dibattiti e l'indignazione della Chiesa cattolica, che non mancò di parlare di blasfemia, ma suscitò anche le critiche da parte di protestanti come Albert Schweitzer, che scrisse: «Non c'è quasi un libro che pulluli di tanti difetti di gusto, e dei più terribili!». Il libro di Renan fu condannato l'8 dicembre 1864 nel Sillabo e i successivi interventi dell'autore gli valsero la severa apostrofe di Papa Pio IX, che lo chiamò nell'ottobre 1872 «bestemmiatore europeo».
Secondo la storica Perrine Simon-Nahum, la controversia sulla Vita di Gesù cominciò con il malinteso secondo cui Renan era uno scrittore di successo, ma fondamentalmente un dilettante, senza che si tenesse in debita considerazione il lavoro di ricerca scientifica alla base della sua opera.

## Altre edizioni
Nella tredicesima edizione arricchita e riveduta pubblicata il 1º settembre 1867, Renan risponde alle critiche e sviluppa il suo ragionamento sul valore storico dei testi evangelici, pur mantenendo la sua posizione di storico razionalista. È questa edizione che costituisce la versione finale ed è utilizzata oggi come riferimento. Il libro è stato ristampato nel 2023 dalla casa editrice Calmann-Lévy per commemorare i 160 anni dalla prima pubblicazione.